# Dasymys nudipes
Dasymys nudipes är en däggdjursart som först beskrevs av Peters 1870.  Dasymys nudipes ingår i släktet Dasymys och familjen råttdjur. Inga underarter finns listade i Catalogue of Life. Populationen listades tidvis som underart till Dasymys incomtus.

## Utseende
Arten är med en kroppslängd (huvud och bål) av 152 till 205 mm, en svanslängd av 140 till 186 mm och en vikt av 102 till 164 g störst i släktet Dasymys. Den har 39 till 45 mm långa bakfötter och 21 till 24 mm stora öron. Den ulliga pälsen på ovansidan består av hår som är violetta vid roten och ockra vid spetsen, vad som ger ett olivbrunt utseende, med mörkare delar på ryggens topp som är nästan svartbruna. Undersidans päls är ljusgrå. På gnagarens öron förekommer hår. Dasymys nudipes har stora fjäll och små hår på svansen. De senare är nästan osynliga. Vid framtändernas framsida finns inga rännor. Honor har två spenar vid bröstet och fyra vid ljumsken.

## Utbredning
Denna gnagare förekommer i västra Angola och i nordöstra Namibia (med angränsande områden). Habitatet utgörs av fuktiga gräsmarker och träskmarker.

## Ekologi
Individerna vistas främst på marken och de bygger ett kupolformigt näste av gräs och andra växtdelar. Utgången är en kort tunnel. Dasymys nudipes är främst nattaktiv och den simmar ofta. Arten äter huvudsakligen unga skott av gräs och bladvass som kompletteras med några insekter. Dräktiga honor och bon med ungar registrerades från senare torrperioden till slutet av regntiden.

## Hot
Beståndet hotas regionalt av ängarnas omvandling till jordbruksmark. Hela populationens storlek är okänd. IUCN kategoriserar arten globalt som otillräckligt studerad.